# Ян Тарновський (львівський архієпископ)
Ян Тарновський (пол. Jan Tarnowski; 1584/1585 — 24 серпня 1669) — русинський шляхтич, королівський секретар, римо-католицький релігійний діяч. Львівський латинський архієпископ. Представник шляхетського роду Тарновських гербу Коси (Роля).

## Життєпис
Народився в 1584 або 1585 році. Батько — Геронім Тарновський, ленчицький підчаший.
Отримав добру освіту. Замолоду був відправлений до Нідерландів вивчати лицарську справу, що він робив протягом кількох років. Після цього змінив свій стан на духовний, виїхав навчатися до Риму, де здобув ступінь доктора канонічного права. Потім повернувся додому, став секретарем короля Сигізмунда ІІІ Вази, невдовзі отримав посаду куявського каноніка, потім — також перемишльського, варшавського, краківського (1632), вармійського. 1640 року став краківським архідияконом, пізніше — абатом у Тшемешно.
Під час засідання львівської римо-католицької капітули 27 березня 1654 року канонік ярославської колегіати Людвік Мухарський пред'явив лист короля з призначенням Яна Тарновського на вакантну посаду Львівського латинського архієпископа. 8 липня 1654 року Папа затвердив його на цій посаді. На посаду у Львові призначений 6 липня 1654 року. 17 липня 1662 року брав участь у комісії у Львові. Підтримав наміри Анджея Потоцького піднести до рангу колегіати парафіяльний костел у Станиславові та заснувати в місті академію. 29 квітня 1669 року у Львові підписав заповіт.
Помер у віці 84 років, у суботу 24 серпня 1669 року у Львові. Був похований у каплиці Замойських Латинської катедри у Львові, де йому встановили надгробок. Під час церемонії прощання з покійним промову виголосив ректор львівської школи Даніель Кастеллі.